# Prestação de serviços
Um trabalho realizado a título de aluguel de mão-de-obra física ou intelectual (no Brasil utiliza-se o termo "prestação de serviços”) é uma exceção à regra geral onde a pessoa que realmente cria um trabalho é a autora legalmente reconhecida deste trabalho. De acordo com a lei de direitos autorais na maioria de países, se um trabalho "é realizado por terceiros", o empregador — não o empregado — é considerado o autor legal. Em alguns países também é conhecido como autoria incorporada. O empregador pode ser uma corporação ou um indivíduo.
O criador real pode ou não ser mencionado publicamente quanto aos créditos do trabalho, e este crédito não afeta seu estado ou condição legal. Por exemplo, a Microsoft empregou muitos programadores ao desenvolver o sistema operacional Windows que tem os créditos dirigidos e creditados somente à Corporação Microsoft. Por contraste, a Adobe Systems apresenta uma listagem de créditos onde constam muitos desenvolvedores do software Photoshop. Em ambos os casos o software é de propriedade da empresa. De maneira semelhante, artigos em jornais e notícia cedem os créditos por escrito a equipe, roteiristas e ilustradores que produziram uma história em quadrinhos de personagens tais como Batman ou Homem-Aranha, cedem os direitos para as editoras e, caso sejam republicados, essas mantém os direitos autorais da obra.
Os países que adotam a Convenção de Berna para a Proteção de Trabalhos Artísticos e Literários reconhecem os "direitos morais" incluindo o direito dos criadores reais serem publicamente identificados como tal, mantendo a integridade de seus trabalhos.

## A lei dos Estados Unidos
Sob a lei dos EUA, o proprietário dos direitos de autor de um trabalho é o autor. Na maioria de casos, é realizado por um indivíduo ou um grupo de indivíduos que realizam a criação do trabalho. No entanto, quando um trabalho é considerado como sendo realizado através de aluguel de mão-de-obra - mais comumente chamado umaprestação de serviços, - o autor do trabalho ou os responsáveis pela execução não são considerados como os criadores ou autores. Em vez disso, o autor é considerado como sendo a entidade ou indivíduo que contratou a execução do trabalho.
Nos Estados Unidos, as circunstâncias em que um trabalho é considerado um trabalho feito por aluguer (prestação de serviços) é determinado pela lei dos direitos de autor:
Sobre os trabalhos realizados por Aluguer (Works Made for Hire). — (1) um trabalho preparado por um empregado dentro das qualificações de seu cargo no emprego; ou (2) um trabalho contratado para uso específico como uma contribuição dentro de um trabalho colectivo, como execuções em uma parte de um filme ou outro trabalho audiovisual, como uma tradução, como um trabalho suplementar, como uma compilação, como um texto de instruções, como uma prova, como material de resposta para uma prova, ou como na composição de um Atlas, onde as partes concordam expressamente através de um instrumento (contrato) escrito e assinado por eles que o trabalho será considerado como prestação de serviços. 17 U. S. C. seg. 101